# Hesperantha karooica
Hesperantha karooica är en irisväxtart som beskrevs av Peter Goldblatt. Hesperantha karooica ingår i släktet Hesperantha och familjen irisväxter. Inga underarter finns listade i Catalogue of Life.